# Maria Szczurowska
Maria Szczurowska pseud.: Danka, Danusia, Katarzyna (ur. w 1901, zm. we wrześniu 1944 w Warszawie) – kapitan Armii Krajowej, kierowniczka Referatu Ewakuacji Personalnej „Ewa-Pers” Wydziału Odbioru Zrzutów Oddziału V Łączności Komendy Głównej AK, opiekunka cichociemnych w latach 1942–1943, później prowadząca sekretariat Oddziału II Informacyjno-Wywiadowczego KG AK (w latach 1943–1944).

## Życiorys
Przed II wojną światową była instruktorką Przysposobienia Wojskowego Kobiet.
Już w pierwszych miesiącach okupacji zaangażowała się w działalność konspiracyjną. Pracowała w SZP, ZWZ. Współorganizowała „odbiorczą komórkę transportu lotniczego”, przemianowaną na „Wydział Zrzutów Powietrznych”, działający pod kryptonimem „Syrena” (również „Import”, „M II Grad”). Na początku 1942 roku przejęła kierownictwo Wydziału od Oksany Korwin Pawłowskiej. Wtedy też Komórka Zrzutów została przeorganizowana w Wydział Odbioru Zrzutów V-S w Oddziale V Łączności Komendy Głównej AK. Była tzw. „ciotką” cichociemnych. W 1943 roku – przekazując stanowisko kierownika Wydziału Michalinie Wieszeniewskiej – przeszła na stanowisko kierowniczki łączności i sekretarki szefa Oddziału II Informacyjno-Wywiadowczego KG AK. W styczniu 1944 roku objęła funkcję kierowniczki sekretariatu szefa Oddziału II. Do zadań sekretariatu należały: odbiór, przygotowanie, rozdział i ekspedycja poczty bieżącej, powielanie i ekspedycja meldunków wywiadowczych oraz miesięcznych, a także prowadzenie archiwum, obsługa lokali szefa oddziału oraz ewidencja i kontrola dotrzymywania terminów przez poszczególne wydziały.
Walczyła w powstaniu warszawskim  na Mokotowie. Została zastrzelona przez Niemców na działkach Pola Mokotowskiego, gdy niosła stąd jarzyny i owoce dla chorych i rannych powstańców. Została pochowana na cmentarzu Powązkowskim (kwatera 150-4-31).
Została pośmiertnie odznaczona:
- Krzyżem Walecznych i
- Złotym Krzyżem Zasługi z Mieczami.

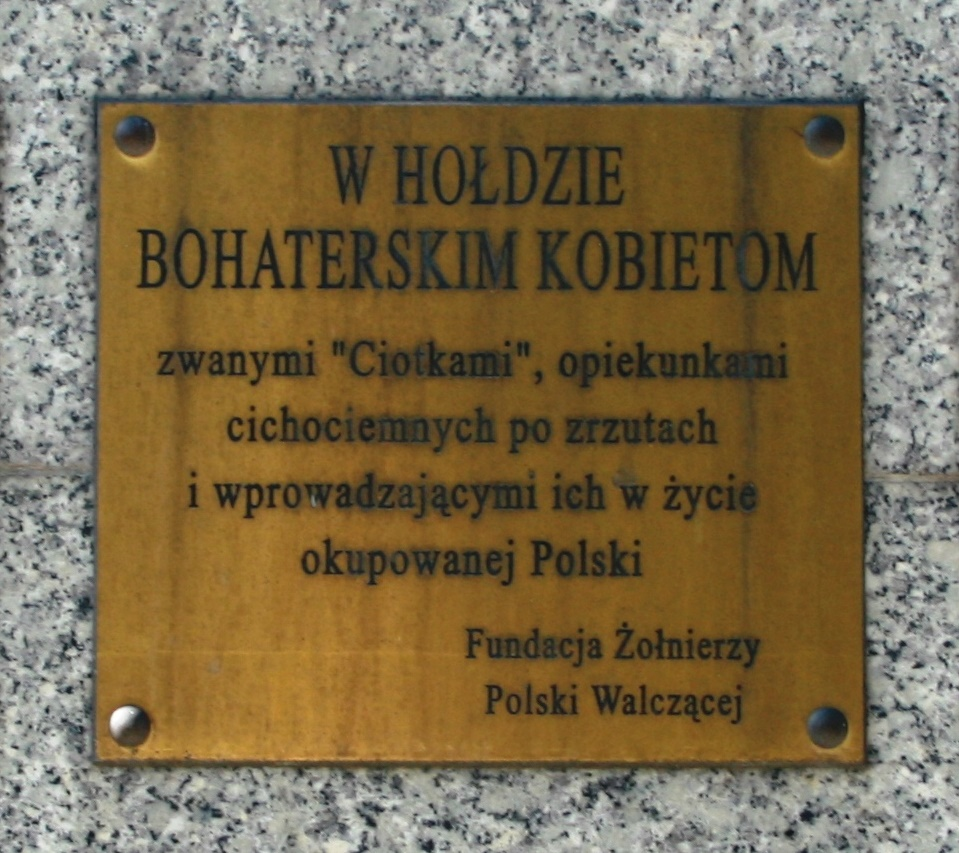
Tablica poświęcona „ciotkom” cichociemnych na warszawskim cmentarzu wojskowym